# We’ve Come for You All
We’ve Come for You All (в переводе с англ. — «Мы пришли за вами всеми») — девятый студийный альбом американской метал-группы Anthrax, выпущенный в феврале 2003 года.
Критиками We’ve Come for You All назван «долгожданным возвращением группы» к «былой форме». Эта работа стала дебютом для нового гитариста Anthrax — Роба Каджано и последним альбомом для вокалиста Джона Буша. После записи и выпуска альбома он принимает решение уйти из Anthrax.

## Список композиций
Слова и музыка всех песен — написаны Джоном Бушем, Робом Каджано, Скоттом Иэном, Фрэнком Белло и Чарли Бенанте.
| №                   | Название                | Длительность |
| ------------------- | ----------------------- | ------------ |
| 1.                  | «Contact»               | 1:15         |
| 2.                  | «What Doesn’t Die»      | 4:09         |
| 3.                  | «Superhero»             | 4:03         |
| 4.                  | «Refuse to Be Denied»   | 3:20         |
| 5.                  | «Safe Home»             | 5:10         |
| 6.                  | «Any Place But Here»    | 5:49         |
| 7.                  | «Nobody Knows Anything» | 2:57         |
| 8.                  | «Strap It On»           | 3:32         |
| 9.                  | «Black Dahlia»          | 2:37         |
| 10.                 | «Cadillac Rock Box»     | 3:41         |
| 11.                 | «Taking the Music Back» | 3:11         |
| 12.                 | «Crash»                 | 0:57         |
| 13.                 | «Think About an End»    | 5:09         |
| 14.                 | «W.C.F.Y.A.»            | 4:08         |
| Общая длительность: | Общая длительность:     | 49:58        |

| №                   | Название                                                    | Автор(ы)            | Длительность |
| ------------------- | ----------------------------------------------------------- | ------------------- | ------------ |
| 15.                 | «Safe Home» (акустическая версия)                           |                     | 5:54         |
| 16.                 | «We’re a Happy Family» (кавер-версия Ramones, скрытый трек) | Ramones             | 2:00         |
| Общая длительность: | Общая длительность:                                         | Общая длительность: | 61:14        |

## Участники записи
Список составлен по сведениям базы данных Discogs

| Anthrax: - Джон Буш — ведущий вокал - Роб Каджано — соло-гитара, бэк-вокал - Скотт Иэн — ритм-гитара, бэк-вокал - Фрэнк Белло — бас-гитара, бэк-вокал, ведущий вокал в «Crash» - Чарли Бенанте — ударные, дополнительные гитары, акустическая гитара Приглашённые музыканты: - Даймбэг Даррелл — соло-гитара в «Strap It On» и «Cadillac Rock Box» - Роджер Долтри — бэк-вокал в «Taking the Music Back» - Энтони Мартини — бэк-вокал в «Refuse to be Denied» | Технический персонал: - Anthrax — продюсирование - Scrap 60: - Роб Каджано — продюсирование - Стив Регина — микширование, продюсирование - Эдди Воль — микширование, продюсирование - Пол Крук — ассистент звукорежиссёра - Энтони Руотоло — ассистент звукорежиссёра - Джордж Марино — мастеринг-инженер - Алекс Росс — концепция обложки и иллюстрация - Брент Томпсон — арт-директор, графический дизайн, иллюстрации - Люк М. Уилсон — иллюстрации - Илана Гликман — иллюстрации - Энди Бьюкенен — фотографии |

## Позиции в хит-парадах
| Чарт (2003)                   | Высшая позиция | Пребывание |
| ----------------------------- | -------------- | ---------- |
| Германия (Offizielle Top 100) | 22             | 3 недели   |
| США (Billboard 200)           | 122            | 1 неделя   |
| Франция (SNEP)                | 95             | 1 неделя   |